# Parafia św. Zygmunta w Kleszczelach
Parafia pw. św. Zygmunta w Kleszczelach – parafia rzymskokatolicka należąca do dekanatu Hajnówka, diecezji drohiczyńskiej, metropolii białostockiej.

## Historia
Erygowana w 1533 roku przez biskupa łuckiego na wyraźne polecenie króla Zygmunta I Starego, który to jednocześnie dokumentem z 20 marca 1533 uposażył kościół w ziemie i dochody z dziesięcin. Wkrótce potem wzniesiono pierwszy drewniany kościół pw. Przemienienia Pańskiego, Wniebowzięcia NMP i św. Zygmunta Męczennika. Przetrwał on ponad sto lat do czasu najazdu moskiewskiego pod koniec 1659 roku, gdy został spalony razem z plebanią. Naprzeciw unickiej świątyni pw. św. Mikołaja, w 1723 roku został wzniesiony kolejny drewniany kościół, staraniem proboszcza ks. Jana Chrościewicza (zm. 1757). Konsekracji w 1726 roku dokonał biskup łucki ks. Stefan Rupniewski (1671–1731).
W ramach represji po upadku Powstania styczniowego, w dniu 5 września 1865 roku Rosjanie zamknęli prywatną kaplicę w majątku Kruhłe, a 30 czerwca 1866 roku zamknięto kościół w Kleszczelach, którego beneficjum, 5 dzwonów i trzy obrazy przejęli prawosławni. Przy użyciu materiałów z rozebranego kościoła katolickiego w 1872 roku na dawnym miejscu kościoła rozpoczęto budowę cerkwi prawosławnej pw. Zaśnięcia NMP.
W 1906 roku wznowiła działalność parafia w Kleszczelach i już rok później na nowo zakupionym placu wierni rozpoczęli budowę nowej świątyni, którą poświęcono 27 lipca 1910 roku. W 1923 roku zbudowano drewnianą dzwonnicę.

## Obszar parafii

### Miejscowości i ulice
Aktualnie w granicach parafii znajdują się miejscowości:

- Biała Straż,
- Czechy Orlańskie,
- Czechy Zabłotne,
- Dasze,
- Długi Bród,
- Dobrowoda,
- Dubicze Cerkiewne,
- Tofiłowce,
- Górny Gród,
- Grabowiec,
- Gregorowce,
- Jelonka,
- Jodłówka,
- Klebanka
- Kleszczele,
- Kleszczele Stacja
- Koryciski,
- Kośna,
- Kraskowszczyzna,
- Krągłe,
- Kuraszewo,
- Malinniki,
- Mołoczki,
- Moskiewce,
- Nikiforowszczyzna,
- Pasieczniki Małe,
- Paszkowszczyzna,
- Pawlinowo,
- Piotrowszczyzna,
- Pogreby,
- Policzna,
- Reduty,
- Repczyce,
- Rowy,
- Rutka,
- Sad,
- Saki,
- Starzyna,
- Suchowolce,
- Toporki,
- Werstok,
- Wiluki,
- Wojnówka,
- Wólka Wygonowska,
- Wygon,
- Zaleszany,
- Żuki